# Konzernbank
Konzernbanken (englisch group banks, trust banks) sind Spezialbanken, die innerhalb eines Nichtbank-Konzerns das Finanzmanagement (wie Cash Management, Zahlungsverkehr oder sonstige Finanzdienstleistungen) für konzerngebundene und/oder auch für konzernfremde Kunden durchführen.

## Arten
Es gibt so genannte „Inhouse-Banken“ mit rein konzerninternen Bankaufgaben und „offene Konzernbanken“, die auch Bankgeschäfte mit konzernfremden Kundenkreisen tätigen. Beide sind organisatorisch und vom Betriebszweck vergleichbar mit einer regulären Geschäftsbank. Reine „Inhouse-Banken“ stellen den Konzernmitgliedern Girokonten für die Abwicklung des konzerninternen Geldverkehrs zur Verfügung und führen, verwalten und disponieren diese Konten zentral. Der den Konzern verlassende oder von außen erreichende Geldverkehr wird ebenfalls durch diese „Inhouse-Banken“ übernommen. Die „Payment Factory“ wickelt diesen konzernexternen Zahlungsverkehr im Namen der Konzernmitglieder ab.

## Aufgaben
Die Konzernbank führt und überwacht Girokonten für die einzelnen Konzernmitglieder, auf denen der Zahlungsausgleich zwischen den Konzernunternehmen stattfindet. Sie stellt die Liquidität, insbesondere für die Lohn- und Gehaltszahlungstermine, bereit. Sie fungiert als Cash-Pooling-Führer und koordiniert dadurch die Zahlungsströme innerhalb des Konzerns. Die Konzernbank übernimmt zudem innerhalb des Konzerns das Netting und saldiert dabei offene Fremdwährungspositionen zwischen den Konzerngesellschaften. Ferner kann sie die Emission von Wertpapieren für Konzernmitglieder und/oder deren Börseneinführung übernehmen. Neben den konzerninternen Bankdienstleistungen nehmen „offene Konzernbanken“ meist die Aufgabe der Absatzförderung wahr und führen die Absatzfinanzierung für die im Konzern hergestellten Produkte oder Dienstleistungen durch.

## Geschichte
Zunächst delegierten die Konzerne ihre Finanzierungsaufgaben an Finanzabteilungen, denen Bankabteilungen angehörten. Diese arbeiteten mit externen Banken zusammen. Die Konzerne erreichten schließlich eine finanzielle Größe, die die Gründung einer konzerneigenen Bank rechtfertigte. Als erste Konzernbank fungierte ersichtlich ab 1855 die Gebrüder Röchling-Bank, gefolgt im Mai 1884 von der „Bank Elektrischer Werte“ für die AEG. Es folgte die am 4. September 1906 als Konzernbank der Metallgesellschaft gegründete „Berg- und Metallbank AG“, die der Metallgesellschaft jedoch nur zu 48 % gehörte. Sie führte zentral Börsen-, Finanz- und Bergwerksgeschäfte für den Konzern durch.
Die große Zeit dieser Konzernbanken war nach dem Ersten Weltkrieg, die eine Machtverschiebung zwischen Industrie- und Bankwesen brachte. Die Reichs-Kredit-Gesellschaft entstand im Juni 1919 und hatte zunächst die Aufgabe, Kriegsgesellschaften für das Reichsschatzamt zu liquidieren. Später fungierte sie als Konzernbank der reichseigenen Unternehmen. Die Westfalenbank wurde 1921 von mehreren Industrieunternehmen des Ruhrgebiets gegründet, um eine Abhängigkeit zu Berliner Großbanken zu vermeiden. Die Deutsche Verkehrs-Kreditbank übernahm 1923 die Bankfunktion für die Reichsbahn, die bereits 1909 als „Deutsche Kolonialbank“ gegründete „Deutsche Länderbank AG“ vertrat ab 1922 die finanziellen Interessen der I. G. Farben. Ein kurzes Leben führte die „Niederdeutsche Konzernbank“, die im August 1923 begann und bereits im Januar 1925 liquidiert wurde. Ihr einziger Zweck war die Angliederung von Unternehmen aus den Sektoren Steine und Erden, Bauindustrie und Chemische Industrie an den „Dr. Schaefer-Konzern“.
Insgesamt entstanden zwischen den beiden Weltkriegen in Deutschland 85 Branche- und Hausbanken, weil insbesondere wegen der gesunkenen Bankenliquidität während der Inflationszeit der industrielle Wunsch nach bankenunabhängiger Finanzierung wuchs. Eine Dissertation widmete sich den Konzernbanken im Jahre 1931. Sie erklärte die Etablierung konzerngebundener Banken mit der „Notwendigkeit einer angemessenen bankmäßigen Verwertung der nicht zuletzt infolge Selbstfinanzierung i. e. S. stark anwachsenden Konzerngelder in eigener Regie“. Die Einführung des KWG im Dezember 1934 brachte das Erfordernis von Banklizenzen und Bankenaufsicht und beschränkte die Führung von Konzernbanken durch Nichtbanken. Nach dem Krieg präsentierten sich die wieder erstarkten Großbanken als Stütze der Industrie, so dass das Bedürfnis nach konzerneigenen Banken zunächst kaum wiederauflebte. Eine der wenigen Ausnahmen war die Gründung der Grundig Bank für die Grundig AG im Jahre 1958.
Eine echte Konzernbank war auch die bereits im Januar 1873 entstandene Degussa Bank, die jedoch im Januar 2007 durch M.M.Warburg & CO erworben wurde und deshalb ihren Status als reine Konzernbank verlor. Internationales Aufsehen erregte die „Hugo Stinnes-Bank“, als sie im Oktober 1963 ihre Zahlungen einstellen musste, wobei eine Fachzeitschrift sie nicht als Bank, sondern als „spekulatives Handelsunternehmen“ titulierte. Es handelte sich nur um eine „mit Bankkonzession ausgestattete Finanzabteilung eines Industrie- und Handelsunternehmens“, der Hugo Stinnes GmbH. Ihr Hauptfehler war die Refinanzierung langfristiger Kredite durch kurzfristige US-Dollar-Termingelder im Interbankenhandel. Die Hanseatic Bank ist seit 1969 die Konzernbank des Otto-Versands für das gesamte Teilzahlungsgeschäft, mithin eine „offene Konzernbank“.

## Rechtsfragen
Wenn eine Konzernbank Bankgeschäfte ausschließlich mit ihrem Mutterunternehmen oder mit ihren Tochter- und Schwestergesellschaften betreibt, gilt sie nach § 2 Abs. 1 Nr. 7 KWG nicht als Kreditinstitut („Konzernprivileg“). Hauptanwendungsfall dieser Vorschrift ist das Cash-Pooling. Das Konzernprivileg ist mit der Verwaltung eines Systems von Arbeitnehmerbeteiligungen nach § 2 Abs. 6 Satz 1 Nr. 6 KWG kombinierbar. Zudem gelten Unternehmen, die Finanzdienstleistungen im Sinne des § 1 Abs. 1a Satz 2 KWG ausschließlich innerhalb der Unternehmensgruppe erbringen, nach § 2 Abs. 6 Nr. 5 KWG nicht als Finanzdienstleistungsinstitute. Außerdem gilt das Konzernprivileg bei einer Geldanlage zwischen einer Gemeinde und ihren Eigen- und Beteiligungsgesellschaften und ihren (rechtlich selbständigen) Eigenbetrieben. Eine Banklizenz nach § 32 Abs. 1 KWG zum Betreiben von Bankgeschäften ist in diesen Fällen nicht erforderlich. Diese Konzernbanken dürfen nach § 39 KWG nicht die Bezeichnung „Bank“ oder „Volksbank“, nach § 40 KWG nicht die Bezeichnung „Sparkasse“ in ihrem Firmennamen führen, da diese Begriffe nach den erwähnten Bestimmungen geschützt und für Kreditinstitute vorbehalten sind.
Eine Banklizenz wird jedoch erforderlich, sobald eine Konzernbank fremde Gelder „des Publikums“ (außerhalb des Konzerns) annimmt (§ 1 Abs. 1 Nr. 1 KWG). Übernimmt sie für den Konzern etwa die Aufgabe der Absatzfinanzierung außerhalb des Konzerns (Kreditgeschäft im Sinne des § 1 Abs. 1 Nr. 2 KWG), gilt sie als Kreditinstitut und bedarf einer Banklizenz. Dann unterliegt sie dem KWG, anderen bankrechtlichen Vorschriften und der Bankenaufsicht. Insbesondere sind von Konzernbanken mit Banklizenz die Millionenkredit-, Großkredit- und Organkreditvorschriften zu beachten.

## Bankbetriebliche Aspekte
Wenn Nichtbank-Konzerne eine Größe erreichen, die voluminöse Finanztransaktionen zur Folge haben, kann die Frage der Gründung einer konzerneigenen Bank anstehen. Diese Konzernbank agiert wegen ihrer konzernrechtlichen Bindung im Konzerninteresse, so dass der Konzern nicht auf andere, unabhängig agierende Banken angewiesen ist. Sie erspart dem Konzern Transaktionskosten, weil sie nur die Bankkosten berechnet, die tatsächlich anfallen. Durch die Positionierung im Konzern erhalten konzernfremde Banken und Dritte keinen Einblick in konzerninterne Finanzgeschäfte. Die Transparenz von Konzernbanken ist auf den Konzernabschluss beschränkt.
Konzernbanken können bankbetrieblich mit Spezialbanken verglichen werden. Die Konjunkturanfälligkeit von Konzernbanken ist infolge mangelnder Risikoverteilung recht groß. Bei gleicher Betriebsgröße weist eine Konzernbank in der Regel ein höheres Risiko auf als Universalbanken, weil letztere durch ihr breiteres Produkt- und Kundenspektrum volkswirtschaftliche Risiken besser verarbeiten können. Die einseitige Konzentration der Konzernbanken auf bestimmte Bankgeschäfte und/oder Kunden lässt die erforderliche Diversifikation und Streuung der Risiken vermissen, es fehlt meist an Granularität bei gleichzeitiger Gefahr von Klumpenrisiken. Das gilt insbesondere für das vorhandene Kreditportfolio. Konzernbanken können auf Marktveränderungen unter Umständen nicht reagieren, insbesondere wenn ihr Geschäftszweck kraft Gesetzes eingeschränkt ist.
Innerhalb der Bankenstatistik aggregiert die Deutsche Bundesbank die Konzernbanken zu den „Regionalbanken und sonstigen Kreditbanken“.

## Zweck und Nutzen
Die Entwicklung der Finanzabteilungen zu profitorientierten und vom industriellen Grundgeschäft emanzipierten Konzernbanken lässt sich mit Economies of scope und dem Agency-Problem erklären. Die zentrale Finanz-Steuerung verringert im Konzern das Wechselkursrisiko, bündelt die Liquiditätsreserven und reduziert das Währungsvolumen. Externe Banken werden durch die Konzernbank nur für die nicht konzernintern ausgeglichenen Spitzen (Inlandswährung/Fremdwährung) eingeschaltet. Konzernbanken betreiben Disintermediation, indem sie klassische Banken substituieren und den Konzern weitgehend autark von anderen Banken werden lassen.

## International
In den USA sind Konzernbanken unter dem Begriff „group banks“ bekannt. Im Jahre 1929 definierte der Comptroller of the Currency John W. Pole Konzernbanken als einen bedeutenden Schritt im Bankensystem, wobei jeder Konzern durch eine Bank in Form einer Holding zentralisiert wird. In diesem System kann eine Bank und eine Nichtbank die Tochtergesellschaft derselben Holding sein. „Group banking“ oder „holding company banking“ ist dort ein System, bei dem eine Holding zwei oder mehr Banken beherrscht. Ihre Anzahl lag landesweit bereits 1955 bei 434 von insgesamt 14.025 Commercial banks und schwankte zwischen einer in Michigan bis 86 in Minnesota. In Japan müssen „trust banks“ (Shintaku Ginkō) aufgrund des Konzernrechts aus 1922 ihre Buchführung streng nach Bankkonten und Konzernkonten trennen.

## Sonstiges
Der Begriff Konzernbank wird zuweilen auch missverständlich für kleinere Kreditinstitute benutzt, die zu einem Großbank-Konzern gehören. Auch der Begriff Branchenbanken wird manchmal als Synonym verwendet, obwohl hierunter Kreditinstitute zu verstehen sind, die nur für die einer bestimmten Branche zugehörigen Kunden tätig sind (Landwirtschaftliche Rentenbank, Bank für Sozialwirtschaft, Deutsche Apotheker- und Ärztebank oder Pax-Bank).